# Abel Faivre

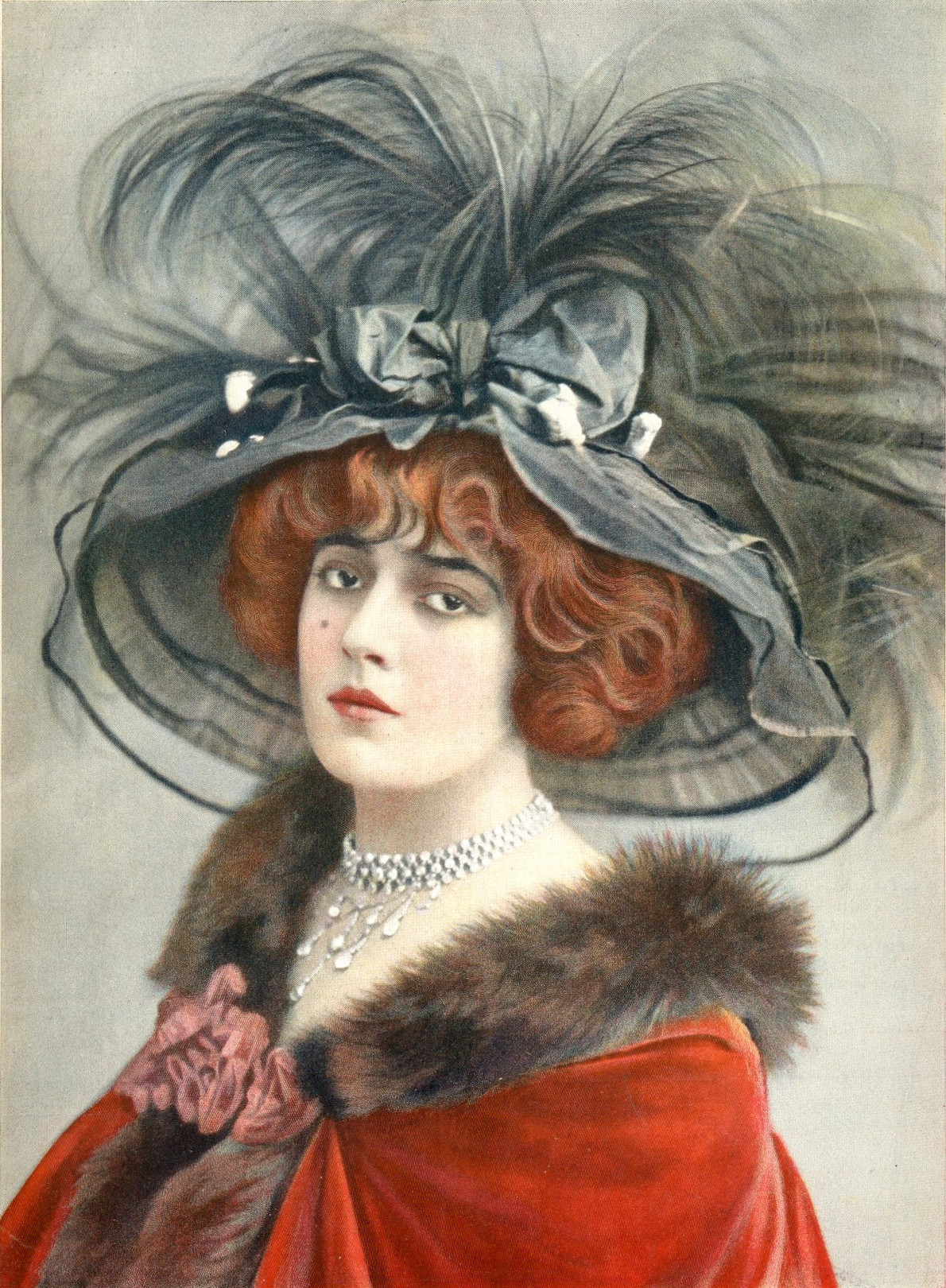
Geneviève Lantelme 1910

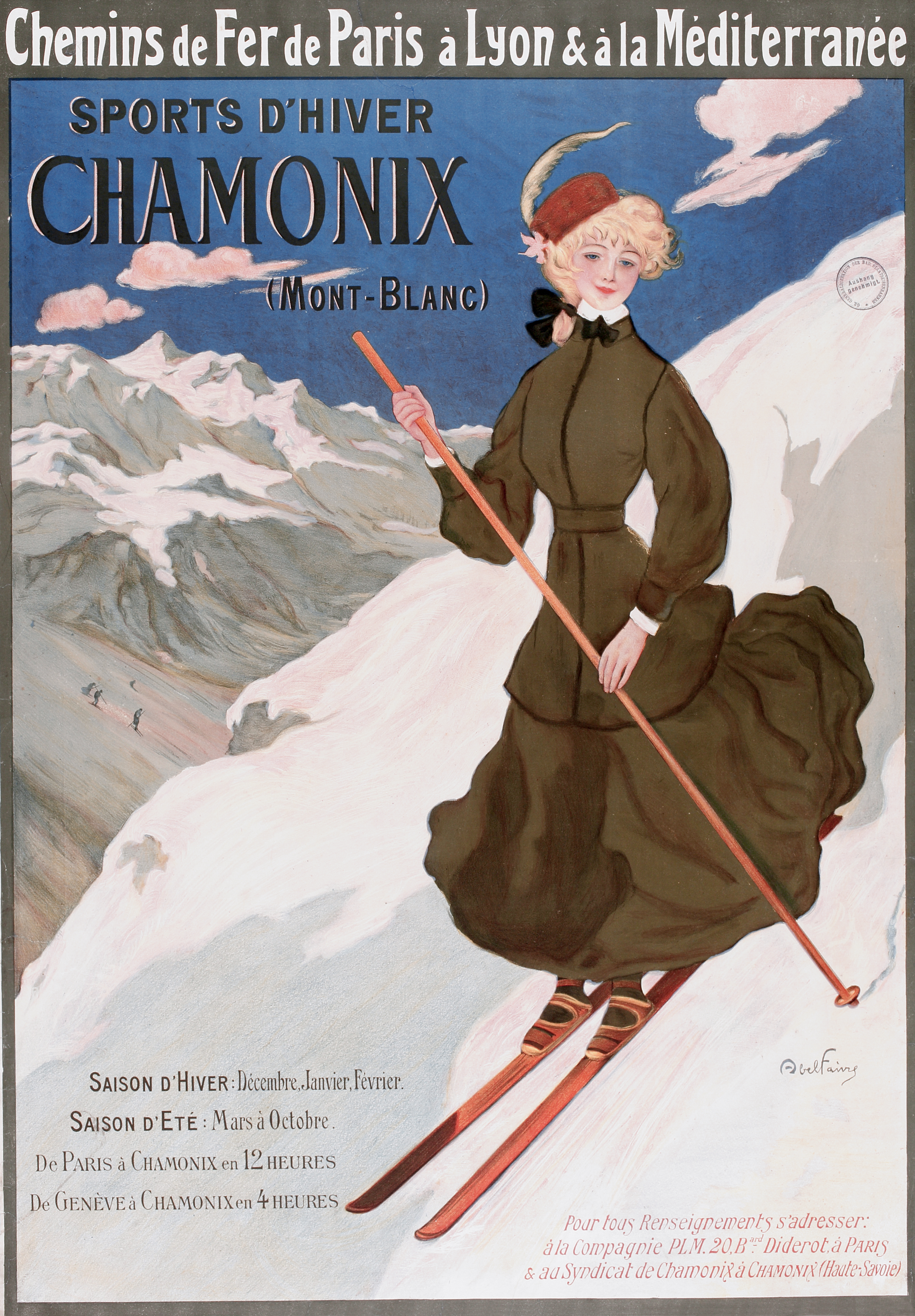
Plakat PLM Chamonix Monte Bianco

Abel Faivre (* 30. März 1867 in Lyon; † 13. August 1945 in Nizza) war ein französischer Maler, Plakatkünstler, Lithograf, Illustrator und Karikaturist.
Abel Faivre studierte drei Jahre lang an der École des beaux-arts de Lyon bei Jean-Baptiste Poncet oder André Benoît Perrachon und danach an der École des beaux-arts de Paris und setzte sein Studium an der Académie Julian bei Jules Lefebvre und Jean-Joseph Benjamin-Constant fort.
Er erhielt eine Medaille der dritten Klasse auf der Weltausstellung 1894 in Antwerpen, dann im selben Jahr eine Ehrenmedaille auf der Weltausstellung in Lyon.
Abel Faivre stellte ab 1903 im Salon der Société nationale des beaux-arts aus. Er lebte und arbeitete in Paris und in Gassin, dann in La Croix-Valmer, wo heute ein Boulevard seinen Namen trägt.
Er lieferte an die Zeitschriften „Sourire“ und „L’Assiette au beurre“ eine Vielzahl satirischer Zeichnungen. Er war auch Mitarbeiter von „L’Écho de Paris“. Während des Ersten Weltkrieges schuf er viele Propagandaplakate, darunter auch die des Staatsdarlehens.
Er arbeitete auch für die humoristische Zeitschrift „Le Rire“ – im Krieg in „Le Rire Rouge“ umbenannt – und für „La Baïonnette“ und „Le Figaro illustré“.
Er war 1907 Gründungsmitglied des Komitees des Salon des humoristes.